# 馬屋原誠
馬屋原 誠（まやはら まこと、1975年9月16日 - ）は、日本の元ラグビー選手。2016年現在専修大学ラグビー部のスポットコーチを務めている。

## プロフィール
- 神奈川県出身。
- ポジションはロック(LO)。
- 身長 196cm、体重 105kg。
- ニックネームはマヤさん[1]。
- 関東代表に選出されたことがある[2]。

## 来歴
高校からラグビーを始めた。
1994年、大磯高校卒業後、専修大学に入る。
1998年、専修大学卒業後、NTT関東（現・NTTコミュニケーションズシャイニングアークス）に加入。
2016年、現役を引退した。